# ガラクトースオキシダーゼ
ガラクトースオキシダーゼ（galactose oxidase）は、次の化学反応を触媒する酸化還元酵素である。
D-ガラクトース + O2 {\displaystyle \rightleftharpoons } D-ガラクトヘキソジアルドース + H2O2
すなわち、この酵素の基質はD-ガラクトースとO2、生成物はD-ガラクトヘキソジアルドースとH2O2である。補因子として銅と、翻訳後修飾から誘導されるCys228およびTyr272の共有結合性架橋結合を含むアミノ酸活性部位が用いられる。
組織名はD-galactose:oxygen 6-oxidoreductaseで、別名にD-galactose oxidase, β-galactose oxidaseがある。